# Prešernova ulica, Maribor
Prešernova ulica v Mariboru se nahaja med Cankarjevo ulico in ulica Heroja Staneta.
Leta 1876 so novo ulico v Graškem predmestju poimenovali Goethe Strasse (Goethejeva cesta), po nemškem pisatelju Johannu Wolfgangu Goetheju (1749-1832). Leta 1919 so jo poimenovali v Prešernovo ulico po Francetu Prešernu. Po nemški okupaciji leta 1941 jo ponovno poimenujejo Goethe Strasse. Maja 1945 ji vrnejo slovensko ime Prešernova ulica. Ulrika v Graškem predmestju (Prešernova ulica - lokacija restovracije Center) se je sredi 19. stoletja nahajala vojaška bolnica . Bolnica je bila zaradi svoje lege v čudovitem vrtu ena najprijaznejših stavb v Graškem predmestju. V nekdanji hišni kapeli je bila lekarna, v prvem nastropju pa so bile v obeh krilih bolniške sobe.  